# 矢部川 (北海道)
矢部川（やべがわ）は、北海道河東郡音更町を流れる十勝川水系然別川支流の河川である。

## 地理
北海道河東郡音更町字音更西付近に源を発し南へ流れ、音更町字然別で然別川に合流する。

## 流域の自治体
北海道
河東郡音更町